# Джонсон, Тим (кёрлингист)
Тим Джо́нсон (англ. Tim Johnson; род. 18 октября 1953, Халлок, Миннесота) — американский кёрлингист.
В составе мужской сборной США участник двух чемпионатов мира (лучший результат — бронзовые призёры в 1993). Двукратный чемпион США среди мужчин, четырёхкратный чемпион США среди смешанных команд.
Играет на позициях первого и второго.

## Достижения
- Чемпионат мира по кёрлингу среди мужчин: бронза (1993).
- Чемпионат США по кёрлингу среди мужчин: золото (1993, 1994).
- Чемпионат США по кёрлингу среди смешанных команд: золото (1980, 1982, 1992, 1994).

## Команды
| Сезон                                          | Четвёртый     | Третий          | Второй          | Первый        | Запасной      | Турниры                        |
| ---------------------------------------------- | ------------- | --------------- | --------------- | ------------- | ------------- | ------------------------------ |
| 1992—93                                        | Скотт Бэрд    | Пит Фенсон      | Марк Халупцок   | Тим Джонсон   | Дэн Халупцок  | ЧСШАМ 1993 · ЧМ 1993           |
| 1993—94                                        | Скотт Бэрд    | Пит Фенсон      | Марк Халупцок   | Тим Джонсон   | Дэн Халупцок  | ЧСШАМ 1994 · ЧМ 1994 (5 место) |
| 1996—97                                        | Дон Барком    | Марк Халупцок   | Тим Джонсон     | Earl Barcome  |               |                                |
| 1999—00                                        | Дон Барком    | Марк Халупцок   | Tim Kreklau     | Тим Джонсон   | Рэнди Дарлинг | ЧСШАМ 2000                     |
| 2000—01                                        | Дон Барком    | Марк Халупцок   | Tim Kreklau     | Рэнди Дарлинг | Тим Джонсон   | ЧСШАМ 2001 (8 место)           |
| 2004—05                                        | Скотт Бэрд    | Эрик Фенсон     | Тим Джонсон     | Марк Халупцок |               | ЧСШАМ 2005                     |
| 2014—15                                        | Kent Bahr     | Steven Johnson  | Тим Джонсон     | Terry Matson  |               | ЧСШАВ 2015 (16 место)          |
| 2017—18                                        | Josh Maisey   | Oliver De Meyer | Sean Giesbrecht | Тим Джонсон   |               | [ 10 ]                         |
| Кёрлинг среди смешанных команд (mixed curling) |               |                 |                 |               |               |                                |
| 1979—80                                        | Марк Халупцок | Liz Johnson     | Тим Джонсон     | Mary Jo Roufs |               | ЧСШАСК 1980                    |
| 1981—82                                        | Марк Халупцок | Liz Johnson     | Тим Джонсон     | Mary Jo Roufs |               | ЧСШАСК 1982                    |
| 1991—92                                        | Andy Borland  | Liz Johnson     | Тим Джонсон     | Jean Borland  |               | ЧСШАСК 1992                    |
| 1993—94                                        | Andy Borland  | Liz Johnson     | Тим Джонсон     | Jean Borland  |               | ЧСШАСК 1994                    |

(скипы выделены полужирным шрифтом)

## Частная жизнь
Старший представитель семьи кёрлингистов. Его родители играли в кёрлинг; две дочери, Джейми Хаскелл и Кассандра Линн Поттер — известные кёрлингистки, чемпионки США, призёры чемпионатов мира; жена Лиз Джонсон (англ. Liz Johnson) также кёрлингистка — они с Тимом четыре раза выиграли чемпионат США по кёрлингу среди смешанных команд (когда в 1980 году команда Тима и Лиз выиграли чемпионат США, Лиз была на пятом месяце беременности, в результате которой родилась Джейми).
Начал заниматься кёрлингом в 1960-х годах.